# Otavit
Otavit eller kadmiumkarbonat (CdCO3) är ett vitt, luktfritt pulver som bland annat kan användas vid framställning av andra kadmiumsalter.

## Namn
År 1906 namngav Otto Schneider ämnet efter Otavibergen i Namibia.

## Egenskaper
Otavit är lösligt i syror och i höga koncentrationer av ammoniumsalter. Ämnet är dock olösligt i vatten. 
Det bryts ner till kadmiumoxid och koldioxid vid temperaturer över 357°C.
Ämnet används i fungicider, samt vid syntes av andra kadmiumsalter eller kadmiumpigment. 

## Framställning
Otavit kan framställas genom upphettning av kadmiumklorid och urea i en syra till 200°C.